# Heinrich Mark
Heinrich Mark (Kõlleste, 1º ottobre 1911 – Stoccolma, 2 agosto 2004) è stato un politico e avvocato estone.

## Biografia
Nacque a Krootuse, un comune rurale parte di Kõlleste. Fu Primo ministro del Governo in esilio dell'Estonia dal 1971 al 1990, poi facente funzione del Presidente della Repubblica dell'Estonia dal 1º marzo 1990 al 6 ottobre 1992, come ultimo Capo di stato estone in esilio. L'Estonia restaurò la propria indipendenza il 20 agosto 1991.
Studiò a Võru, diplomandosi nel Seminario di Tartu. Tra il 1933 ed il 1938 studiò presso il Dipartimento di Legge dell'Università di Tartu.

## La carriera
Tra il 1938 e 1940 fu insegnante di scuola elementare. Nel 1940 lavorò come procuratore legale presso lo studio legale dell'avvocato P. Sepp a Tartu, e tra il 1941 - 1943 fu un avvocato a Tallinn. Nel 1940, fu segretario all'Università di Tartu per un breve periodo poiché, dopo l'occupazione militare sovietica dell'Estonia, Mark ricevette un "formale invito" dal rettore Hans Kruus a lasciare la carica.
Nel 1940, fu inserito come candidato per le elezioni del Riigivolikogu, nella lista alternativa all'Unione dei Lavoratori estoni ma fu eliminato da tale lista anzi l'intera lista venne cancellata dai soviet. Dovette quindi restare nascosto in Estonia per non essere arrestato e deportato dai sovietici.
Successivamente dovette fuggire in Finlandia nel 1943 dove fu un organizzatore dell'Estonian Bureau (una organizzazione di esuli estoni) e fu assistente del capo-redattore del Malevane (un giornale per gli estoni impegnati nell'Armata finlandese).
Nel 1944 si trasferì in Svezia, fu un assistente del Comitato nazionale degli stranieri. Dal 1945 al 1956, egli fu Presidente del Gruppo di lavoro dell'educazione nel Comitato estone; tra il 1954 ed il 1975 fu Direttore dell'Ufficio e assistente del Presidente del Comitato estone.
Tra il 1975 ed il 1982 fu Presidente del Comitato nazionale estone, dal 1982 fu Presidente onorario del Comitato estone. Tra il 1951 e 1979 fu Segretario generale del Comitato nazionale estone

### Cariche politiche
- Dal 1953 al 1971 fu Segretario di stato estone,
- dal 1971 al 1990 fu Primo ministro (facente funzione), del Governo in esilio dell'Estonia,
- dal 1971 al 1973 fu anche Ministro della Difesa

## Onorificenze e decorazioni
Nel 1998 conseguì la Laurea onoraria in Legge presso l'Università di Tartu. Fu membro onorario della Società Letteraria estone, Golden Badge alla Fondazione Nazionale estone,
- I classe dell'Ordine al Merito della Repubblica di Polonia,
- II classe dell'Ordine dello Stemma nazionale della Repubblica d'Estonia